# Nachum Nir
Nachum Nir (hebrejsky נחום ניר‎, rozený Nachum Rafalkes, 5. března 1884 [dle juliánského kalendáře], Varšava – 10. července 1968) byl sionistický aktivista, izraelský politik a jeden ze signatářů Izraelské deklarace nezávislosti. Byl jediným předsedou Knesetu, který nebyl členem vládní strany.

## Biografie
Narodil se ve Varšavě, tehdy součásti Ruského impéria, učil se v chederu, poté studoval přírodní vědy na universitě ve Varšavě, Curychu a Petrohradě. V Petrohradě také studoval práva, která zakončil v roce 1908 jako doktor práv.
V roce 1903, během svých studentských let, se přidal k studentské sionistické organizaci Kadima a byl delegát na šestém sionistickém kongresu téhož roku. O dva roky později se přidal k Poalej Cijon a byl spoluzakladatel hnutí World Poale Zion. Nir byl také hlavou polské Waiter's Union. Toho roku byl poslán do vězení jako politický aktivista, ale stále navštěvoval sedmý sionistický kongres. V roce 1919 byl zvolen do Rady města Varšavy.
Když se Poalej Cijon rozpadl, Nir se přidal k levicové frakci. Sloužil jako její sekretář a byl zapojen do jednání spojení strany s kominternou.
V roce 1925 imigroval do britského mandátu Palestina a pracoval jako právník. Pokračoval nadále v levicové dělnické frakci a před nezávislostí byl členem Židovské národní rady. Byl také členem prozatímní státní rady a v roce 1948 byl jedním ze signatářů deklarace nezávislosti.
V tom samém roce se jeho strana spojila se stranou Mapam a Nir byl v roce 1949 zvolen do prvního Knesetu. Byl místopředsedou Knesetu a předsedal též ústavněprávnímu a justičnímu výboru. V roce 1951 však svůj poslanecký mandát neobhájil. Roku 1954 se od Mapamu oddělila Achdut ha-avoda a Nir se stal jejím členem. Po volbách v roce 1955 se navrátil do Knesetu a znovu předsedal ústavněprávnímu a justičnímu výboru.
Nejprve byl zvolen místopředsedou Knesetu, ale po smrti Josefa Šprincaka v lednu 1959 kandidoval Nir na předsedu proti kandidátovi Mapaje (strana Davida Ben Guriona). Tuto volbu vyhrál s podporou pravicové opozice a mnoha menších levicových opozičních stran; byl to jediný případ, kdy byl předseda Knesetu zvolen z nevládní strany.
Nir si udržel poslanecký mandát i po znovuzvolení v listopadových volbách 1959 a předsedal výboru pro veřejné služby, pozbyl však funkci předsedy Knesetu a stal se opět jeho místopředsedou. Po znovuzvolení v roce 1961 byl opět místopředsedou Knesetu a předsedou výboru pro veřejné služby. Jeho mandát skončil po volbách v roce 1965.

## Dílo
- Chapters of life - The scope of the generation and the movement 1884-1918 (1958)